# Титул будівництва
Титул будівництва — документ, яким встановлюються завдання по введенню в дію потужностей, основних фондів, за обсягами капітальних вкладень і будівельно-монтажних робіт, для конкретної будови.

## Зміст
У Титулі зазначаються:
- найменування;
- місцезнаходження і підпорядкованість будівництва,
- його галузева приналежність;
- характер будівництва;
- строки будівництва;
- проектна потужність;
- кошторисна вартість завдання на планований період з введення в дію потужностей і основних фондів, за обсягом капітальних вкладень і будівельно-монтажних робіт;
- обсяг незавершеного будівництва.

Цей перелік називається «Титульний список».

## Опис
Титульний список будови це одна з форм угоди між учасниками будівництва.
Документ не є типовим і може змінюватися. Титульний список є основним документом, якщо це прямо вказано в нормативному акті або в тексті договору (контракту). І відображає терміни фінансування, поставки обладнання, будівництва, введення об'єкта або його черг в експлуатацію. Список підписується усіма зацікавленими сторонами і затверджується Замовником (Замовником-Забудовником).
Цей документ необхідний Замовнику-забудовнику для планування, будівництва та контролю, особливо він потрібний при бюджетному фінансуванні, фінансування з декількох джерел, довгострокових поставок обладнання, тривалості будівельного процесу (кілька років).

## Характеристика
Зазвичай титульний список містить наступні короткі характеристики.
Характеристики об'єкту, що будується:
- найменування,
- місце розташування об'єкта (точна адреса),
- терміни проведення будівельно-монтажних робіт,
- характер будівництва (нове, реконструкція, розширення, технічне переозброєння),
- спосіб (господарський, підрядний).

Характеристика замовника-забудовника:
- Назва, юридична адреса,
- організаційно-правова форма,
- номер сертифіката СРО (номер ліцензії)
- Найменування проектної організації
- Найменування генеральної підрядної організації
- Проектно-кошторисна документація Коли і ким була затверджена, ким і коли була проведена державна експертиза, номер висновку
- Найменування цільової програми, в разі її наявності Основний розділ Титульного списку будівництва відображає в тимчасовому періоді (по роках, по півріччя, поквартально):

 — ліміти фінансування по інвесторах;
 — обсяги будівельно-монтажних робіт по підрядникам та черг у базових і поточних цінах
 — обсяги фінансування поставки обладнання;
 — терміни введення черг і всього об'єкта в експлуатацію
Титульний список може окремо складатися як для нового будівництва, так і для будівництва, що переходить у наступні роки.